# Scherbaum
Als Scherbaum beziehungsweise Scherstock bezeichnet man im Schiffbau einen Teil jenes Rahmengerüstes von Frachtschiffen, auf dem die oberen, abnehmbaren Abdeckungen der Ladeluken, die Ladelukendeckel, aufliegen. Die Bezeichnung Scherbaum ist bei Binnenschiffen, die Bezeichnung Scherstock ist bei seegängigen Schiffen üblich.
Der Scherbaum ist ein in Schiffslängsrichtung liegender Träger, der eine Ladeluke in der Mitte überspannt und die höchste Kante des Laderaums bildet. Die Länge (10 bis 20 m) entspricht der Länge der Ladeluke. Vom Scherbaum weg zur äußeren Ladekante verlaufen quer (im rechten Winkel) zur Schiffslängsrichtung in regelmäßigen Abständen von ca. 60 cm die sogenannten Merklinge, welche die seitlichen Auflagen der ebenfalls 60 cm breiten Ladelukendeckel bilden. Bei großen Laderäumen ab einer Breite von etwa 6 m sind zusätzlich zu beiden Seiten des Scherbaumes parallel verlaufende Hilfs-Scherbäume vorhanden. Die Konstruktion ist insgesamt sehr stabil ausgeführt, sodass auf den Lukendeckeln auch schwere Lasten abgestellt werden können.
Zum Be- und Entladen des Schiffes werden die Ladelukendeckel und die Merklinge entfernt, der Scherbaum aus seinen Halterungen gehoben und an die äußere Kante des Laderaums geschoben, wo er verankert wird. Er kann mit der Handspeiche aus der Ladeluke geklappt werden. Die Konstruktion ist jedoch technisch überholt und es ist absehbar, dass sich diese Art der Schiffe in den nächsten 10 bis 20 Jahren nicht mehr in Verwendung befinden werden (Stand 2006).